# Moshe ibn Gikatilla
Moshe ben Samuel HaCohen ibn Gikatilla (ou Chiquitilla) est un rabbin, exégète, poète et grammairien hébraïque andalou de la fin du XIe siècle.

## Éléments biographiques
Natif de Cordoue, il a vécu à Saragosse, où il pourrait avoir directement bénéficié des leçons de l'éminent grammairien Yona ibn Jannaḥ. Il aurait aussi résidé quelque temps en Provence, et y aurait traduit, sur les conseils d'Isaac ben Salomon, les œuvres de Juda ben David Ḥayyuj en hébreu. 

## Œuvres

### Poésie
Son jeune contemporain et rival, Juda ibn Balaam, le compte parmi les plus éminents auteurs, poètes et grammairiens de son temps, et affirme que seule sa constitution délicate l'a empêché d'être le meilleur. Juda al-Ḥarizi louait lui aussi ses poèmes, mais ils ont pour la plupart disparu. 

### Grammaire
Moshe ibn Gikatilla a écrit une monographie intitulée Kitab al Tadhkir wal-Ta'nith (en hebreu, Sefer Zekharim ou-Neḳevot Livre des Masculins et Féminins), sur les noms dans la Bible qui n'obéissent pas aux règles du genre grammatical, en se basant sur le chapitre 37 du Kitāb al-Lumaʿ d'Ibn Jannah ainsi que sur diverses entrées de son Kitāb al-Uṣūl. 
Deux fragments ont été publiés par P. Kokowtzow en 1916, et un autre par Nehemiah Allony en 1949. 
Il est aussi l'auteur de la première traduction hébraïque des deux principaux livres de Ḥayyuj, sur les verbes comprenant des lettres faibles et bigéminées, sous les titres de Sefer Otiyyot Ha-No'aḥ ve-ha-Meshekh et Sefer Po'olei ha-Kefel, respectivement. Ces traductions ont été conservées en manuscrit à la Bodléienne, éditées et traduites en anglais par John W. Nutt en 1870.
L'influence d'Ibn Gikatilla dans le domaine de la grammaire est attestée par Abraham ibn Dawd, rabbin et historien du XIIe siècle, qui le considère comme le successeur de Ḥayyuj, aux côtés d'Ibn Jannaḥ, en la matière, et par Abraham ibn Ezra, qui le qualifie dans plusieurs de ses ouvrages comme « le plus grand grammairien. »

### Exégèse
Ibn Gikatilla a composé des commentaires sur de nombreux livres bibliques, la plupart n'étant toutefois connus que par les citations d'auteurs ultérieurs : les commentaires sur Isaïe, les Prophètes Mineurs et les Psaumes ne sont connus que par les citations d'Abraham ibn Ezra (qui l'appelle Rabbi Moshe HaCohen ou HaSefaradi) ; il  cite aussi assez librement ce qui pourrait avoir été un commentaire du Pentateuque, auquel se réfère également Aaron ben Joseph de Constantinople, un auteur karaïte du XIIIe siècle ; Moshe ibn Gikatilla aurait en outre, selon  Joseph ibn 'Aḳnin, rédigé un commentaire sur le Cantique des Cantiques, qu'il aurait expliqué en adhérant au plus près du sens simple des textes ; enfin, Juda ibn Balaam critique certains points de son commentaire des Premiers Prophètes. Le seul commentaire relativement conservé est celui sur Job, dont l'introduction, une portion conséquente et une grande partie de la traduction arabe du texte se trouvent dans un manuscrit d'Oxford.
Moshe ibn Gikatilla est un commentateur foncièrement rationaliste, le premier exégète juif à donner une interprétation purement historique des chapitres prophétiques du Livre d'Isaïe et des harangues d'autres prophètes. Selon lui, les prophéties de la première partie du Livre d'Isaïe font référence au temps d'Ezéchias et à la période assyrienne ; celles de la seconde partie à l'ère du Second Temple ; le troisième chapitre du Livre de Joël ne décrit pas les temps messianiques mais les nombreux disciples des prophètes contemporains d'Élie et Élisée. 
En ce qui concerne les Psaumes, Ibn Gikatilla estimant, selon Ibn Ezra, que certains psaumes, dont les Ps. 42, 137, et d'autres, ont été rédigés pendant ou après l'exil de Babylone, et que certains versets, comme les deux derniers versets du Ps. 51 sont des ajouts datant de cette époque à des psaumes antérieurs. 
Enfin, il a tendance à chercher une cause naturelle à de nombreux miracles bibliques : au cours d'une disputation qu'il tient avec Juda ibn Balaam sur Josué 10:12, Moshe ibn Gikatilla affirme que le soleil se coucha normalement, mais que sa réflexion dura si longtemps qu'on y voyait comme en plein jour lorsque Josué poursuivit ses ennemis ; et Juda ibn Balaam de noter dans son rapport sur la disputation que cette opinion est l'une des nombreuses notions pernicieuses et déviantes d'Ibn Gikatilla.

## Liens